# Contamination mortelle
Pour plus de détails, voir Fiche technique et Distribution.
Contamination mortelle (Do or Die) est un téléfilm américain réalisé par David S. Jackson et diffusé le 22 février 2003 sur Sci Fi Channel.
Il a été diffusé en France le 22 octobre 2006 sur Syfy.

## Synopsis
Un virus avance l'âge des personnes atteintes. Le seul médicament capable de stopper temporairement le processus est détenu par une compagnie qui en a le monopole. Une femme qui n'est pas infectée mais qui porte un bébé qui l'est cherche un moyen d'en obtenir le médicament. Cette quête la mène jusqu'à un territoire où vivent des gens infectés.

## Fiche technique
- Titre original : Do or Die
- Titre français : Contamination  mortelle
- Réalisation : David S. Jackson
- Scénario : David S. Jackson
- Musique : Frédéric Talgorn
- Photographie : Rudolf Blahacek
- Montage : Clay Cambern et Adam Wolfe
- Distribution : Nelleke Privett
- Décors : Ed Hanna
- Direction artistique : Jon P. Goulding
- Costumes : Ruth Secord
- Effets spéciaux de maquillage : Catherine Viot
- Effets spéciaux : Michael Gagnon
- Effets visuels : Peter V. Ware
- Producteur : Derek Rappaport
- Producteur exécutif : David S. Jackson
- Producteur associé : Paul M. Leonard
- Compagnie de production : Amber Light Films Inc.
- Compagnie de distribution : USA Network
- Pays d'origine :  Canada
- Langue : Anglais
- Son : Stéréo
- Ratio écran : 1,78:1
- Format : 35 mm
- Genre : Science-fiction
- Durée : 90 minutes

## Distribution
- Shawn Doyle : Détective Alan Yann
- Polly Shannon : Ruth Hennessey
- Nigel Bennett : Ethan Grant
- Guylaine St-Onge : Iona
- Alan Van Sprang : Tink
- Christopher Tai : Kenji
- Kristin Fairlie : Fatima
- Salvatore Antonio : Détective Ogilvy
- Lyrig Banh : Capitaine Mueller
- Eric Peterson : Henry Chesser
- Lynne Griffin : Blanche
- Cherilee Taylor : Rachael Underwood
- Anthony Lemke : Jack Hennessey
  - Bruce Deller : Jack âgé

## DVD
Le film est sorti sur le support DVD en France :
- Blue Land, zone infectée (DVD-9 Keep Case) sorti le 3 janvier 2008 édité et distribué par Aventi Distribution. Le ratio écran est en 1.78:1 panoramique 16:9. L'audio est en Français et Anglais 5.1 Dolby Digital avec sous-titres de ces mêmes langues. Il s'agit d'une édition Zone 2 Pal[2].